# Monoplectroninia
Monoplectroninia is een geslacht van sponsdieren uit de klasse van de Calcarea (kalksponzen).

## Soort
- Monoplectroninia hispida Pouliquen & Vacelet, 1970